# Истанбулско метро
 Истанбулското метро (на турски: İstanbul metrosu) е системата на метрото в Истанбул, най-големият град в Турция по отношение на населението . Започва да функционира на 3 септември 1989 г. с пускането в експлоатация на линията М1 . Днес той се състои от 11 линии: M1ᴀ , M1ʙ , M2 , M3 , M4 , M5 , M6 , M7 , M8 , M9 и M11 .
Най-старата подземна градска железопътна линия в Истанбул е „Тюнел“, която влиза в експлоатация на 17 януари 1875 г. Това е втората най-стара подземна градска железопътна линия в света след Лондонското метро, построено през 1863 г., и първата подземна градска железопътна линия в континентална Европа.
Първият генерален план за метрополитенова мрежа в Истанбул, озаглавен Avant Projet d'un Métropolitain à Constantinople е замислен от френския инженер L. Guerby и е от 10 януари 1912 г. Планът обхваща общо 24 станции между кварталите Топкапъ и Шишли и включва връзка през Златния рог. Плановете на проекта, които никога не са реализирани, днес са изложени в музея на Техническия университет в Истанбул.
Съвременното метро е пуснато в експлоатация през 2000 г. Към днешни дни разполага с 101 метростанции, а други 107 метростанции са в строеж.
Истанбулското метро обслужва и европейската, и азиатската част на града, свързани помежду си с тунела „Мармарай“, минаващ под Босфора на дълбочина 60 метра.

## Линии

### M1
M1A & M1B
- Yenikapı: (M2) (Marmaray) (İDO)
- Aksaray: (T1)
- Emniyet – Fatih
- Topkapı – Ulubatlı: (T4)
- Bayrampaşa – Maltepe
- Sağmalcılar
- Kocatepe
- Otogar / Coach Station

M1A
- Tera zidere
- Davutpaşa – YTÜ
- Merter: (Metrobüs)
- Zeytinburnu: (T1) (Metrobüs)
- Bakırköy – İncirli
- Bahçelievler: (Metrobüs)
- Ataköy – Şirinevler: (Metrobüs)
- Yenibosna
- DTM – İstanbul Fuar Merkezi (Expo Center)
- Atatürk Havalimanı (Airport)

M1B
- Esenler
- Menderes
- Üçyüzlü
- Bağcılar Meydan: (T1)
- Kirazlı: (M3)

### M2
- Hacıosman
- Darüşşafaka
- Atatürk Oto Sanayi
- İTÜ – Ayazağa
- Sanayi Mahallesi
- 4.Levent
- Levent: (M6)
- Gayrettepe: (Metrobüs)
- Şişli – Mecidiyeköy: (M7) (Metrobüs)
- Osmanbey
- Taksim: (F1) (T2)
- Şişhane: (F2) (T2)
- Haliç / Golden Horn
- Vezneciler: (T1)
- Yenikapı: (İDO) (M1A) (M1B) (Marmaray)

Sanayi Mahallesi:
- Seyrantepe

### M3
- MetroKent / Başakşehir
- Başak Konutları
- Siteler
- Turgut Özal
- İkitelli Sanayi: (M9)
- İstoç
- Mahmutbey: (M7)
- Yeni Mahalle
- Kirazlı: (M1B)

### M4
- Kadıköy: (T3) (İDO)
- Ayrılık Çeşmesi: (Marmaray)
- Acıbadem
- Ünalan: (Metrobüs)
- Göztepe
- Yenisahra
- Kozyatağı
- Bostancı
- Küçükyalı
- Maltepe
- Huzurevi
- Gülsuyu
- Esenkent
- Hastane – Adliye
- Soğanlık
- Kartal
- Yakacık
- Pendik
- Tavşantepe
- Fevzi Çakmak
- Yayalar
- Kurtköy
- Sabiha Gökçen Havalimanı (Airport)

### M5
- Üsküdar: (Marmaray)
- Fıstıkağacı
- Bağlarbaşı
- Altunizade: (Metrobüs)
- Kısıklı
- Bulgurlu
- Ümraniye
- Çarşı
- Yamanevler
- Çakmak
- Ihlamurkuyu
- Altınşehir
- İmam Hatip
- Dudullu
- Necip Fazıl
- Çekmeköy

### M6
- Levent: (M2)
- Nispetiye
- Etiler
- Boğaziçi Üniversitesi

### M7
- Mecidiyeköy: (M2) (Metrobüs)
- Çağlayan
- Kâğıthane
- Nurtepe
- Alibeyköy
- Yeşilpınar
- Veysel Karani
- Akşemsettin
- Kâzım Karabekir
- Yenimahalle
- Karadeniz Mahallesi: (T4)
- Tekstilkent
- Yüzyıl
- Göztepe
- Mahmutbey: (M3)

### M9
- Bahariye
- MASKO
- İkitelli Sanayi
- Ziya Gökalp Mahallesi
- Olimpiyat

## Фотогалерия
- Спирка „Каракьой“, която функционира от 17 януари 1875
- Станция „Левент“